# Tauberbischofsheim
1. ↑   http://www.statistik.baden-wuerttemberg.de/BevoelkGebiet/Bevoelkerung/01515020.tab?R=GS128115 Lipsește sau este vid: |title= (ajutor)
2. ↑  Brockhaus Enzyklopädie